# Capital social
|  | Per a altres significats, vegeu «Capital social (sociologia)». |

En comptabilitat i dret mercantil, el capital social o capital societari (en anglès: Share capital, Issued capital (UK), o Capital stock (US)) és una part dels fons propis d'una societat mercantil. L'import monetari, o el valor dels béns que els amos d'una societat (entesa aquesta com una empresa, conjunt de béns, sigui societat limitada, anònima o comanditaria en les seves diferents versions) li cedeixen a aquesta sense dret de devolució i que queda comptabilitzat en una partida comptable del mateix nom.
Segons les diferents legislacions mercantils, cada tipus de forma jurídica té uns requisits, per exemple a Espanya una societat limitada ha de tenir almenys 3.000 euros, mentre que una societat anònima ha de tenir almenys 60.000 euros.